# Токугава Мотинага
Токугава Мотинага (яп. 徳川 茂徳,1831-1884) – японский самурай, влиятельная фигура периода Бакумацу. Его детское имя Сизасабуро (鎮三郎).

## Биография
Родился 11 июня 1831 года в семье Мацудайры Ёситацу из Мино Такасу. Его братьями были знаменитые Мацудайра Катамори, Мацудайра Садааки и Токугава Ёсикацу. Вместе они были известны как "четверо братьев Такасу". Сначала служа даймё Мино Такасу, а затем Овари Нагоя, Мотинага был назначен на должность главы семьи Хитоцубаси Токугава, одной из боковых семей дома Токугава. В конечном итоге он отдал главенство своему сыну Сатомити.
Умер 6 марта 1884 года.

## Семья
- Отец: Токугава Ёситацу
- Мать: Норихимэ
- Жена: Масахимэ
- Дети: 
  - Мацудайра Ёсимаса
  - Токугава Сатомичи